# Guillaume Poncet de La Grave
Guillaume Poncet de La Grave, né à Carcassonne le 30 novembre 1725 et mort à Paris vers 1803, est un juriste, historien, écrivain et compilateur français. D'abord avocat à Toulouse, il s'établit ensuite à Paris où il devient procureur général au siège de l'Amirauté de France. Il termine sa carrière sous l'Ancien Régime en tant que censeur royal.

## Biographie
La date de naissance de Poncet de La Grave est confirmée par Nicolas-Toussaint Des Essarts. La Bnf fait suivre sa date de décès, 1803, d'un point d'interrogation, contrairement à Bibliothèque municipale de Lyon ou au Grand dictionnaire universel du XIXe siècle. La Nouvelle Biographie générale de Jean-Chrétien-Ferdinand Hœfer indique "vers 1803" mais précise que Poncet de la Grave est décédé à Paris.
Poncet de La Grave naît et commence donc sa carrière comme écuyer sous Louis XV et décède sous le Consulat.
Sa lettre "Au roi", adressée au mois d'août 1787, est signée Poncet de La Grave, suivie de son Curriculum vitæ : avocat au Parlement, exerçant depuis 38 ans, soit depuis 1749, procureur de Votre Majesté depuis 29 ans, soit depuis 1758, Censeur Royal pour les ouvrages de jurisprudence maritime depuis 23 ans, soit depuis 1764, auteur de plusieurs ouvrages de littérature, dont un par ordre du Gouvernement, ayant été adjoint aux commissions de votre Conseil, nommé procureur-général de celle des Noirs au siège de l'Amirauté de France, juridiction civile et criminelle située à Paris auprès de la Table de marbre. Citoyen de Calais par lettres d'honneur. Il déclare résider rue Sainte-Croix-de-la-Bretonnerie, à Paris.
En 1760, Poncet de La Grave devient membre correspondant de l'Académie des belles-lettres, sciences et arts de La Rochelle

## Bibliographie

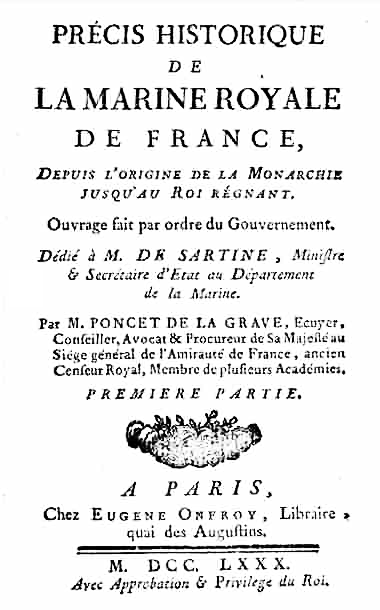
Précis historique de la marine royale de France, page de couverture